# KiKA
«КИКА» («KiKA», сокращение от Kinder-Kanal — дословно «детский канал») — немецкая специализированная (детская) телепрограмма, совместная телепрограмма организаций всех немецких земель и Второго германского телевидения, координируемая Центрально-Германским радио.

## История
Запущен ARD и ZDF под названием «Der Kinderkanal von ARD/ZDF» 1 января 1997 года. С 1 мая 2000 года носил название KI.KA, 14 февраля 2012 года название изменилось на KiKA, в апреле того же года запущена HD-версия телеканала.

Четвёртый логотип (2012 — настоящее время)
Логотип HD-версии

## Передачи
Ежедневно транслирует программу для детей с 6:00 до 21:00 часов. Программа KiKA состоит, среди прочего, из мультфильмов, художественных фильмов / сказок, телеигр, детских тележурналов и телесериалов, выпусков новостей (тех же, что и для взрослых, но в специальном изложении для детей).

## Избранные передачи
- Маленькие Эйнштейны (Schloss Einstein) (детский сериал, идёт с 1998 года)
- Детективы из табакерки (нем. "Die Pfefferkörner", буквально: "Перечные зерна") - детский детективный сериал.
- 1, 2 oder 3 (буквально: "1, 2 или 3") -  детская викторина.
- logo! (буквально: "лого!") - детское новости.
- Die Sendung mit der Maus (буквально: "Передача с мышкой") -  детская познавательная передача.